# Pseudovates townsendi
Pseudovates townsendi är en bönsyrseart som beskrevs av Rehn 1904. Pseudovates townsendi ingår i släktet Pseudovates och familjen Mantidae. Inga underarter finns listade i Catalogue of Life.